# Белый Нил (провинция)
Бе́лый Нил (араб. النيل الأبيض‎; транслит: an-Nyl al-Abyad, англ. White Nile) — одна из 18 провинций Судана, граничит на юге с Южным Суданом.
- Территория 30 411 км².
- Население 1 730 588 человек (на 2008 год).

С 1994 года административным центром является город Рабак.

## Административное деление

Округа в провинции Белый Нил

Провинция делится на 4 округа (дистрикта):
- Ад-Дуэйм (Ad Douiem)
- Аль-Гутаина (Al Gutaina)
- Аль-Джабалиан (Al Jabalian)
- Кости (Kosti)